# فلاديقوقاز

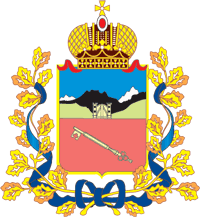

فلاديكافكاز أو فلاديقوقاز (بالروسية: Владикавказ) هي إحدى مدن روسيا الاتحادية وهي عاصمة أوسيتيا الشمالية-ألانيا. وتتميز بالمناخ البارد نسبيا بسبب وقوعها في أكثر مناطق القوقاز ارتفاعا وبرودة. يبلغ عدد سكانها حوالي 340000 نسمة يتوزعون كالآتي: 60% أوسيتيون، 30% روس، 9% أرمن وجورجيون، وهي رابع أكبر المدن في شمال القفقاز بعد مدن روستوف على الدون وكراسنودار وسوتشي.
المدينة واقعة على نهر تيريك الذي يمتد في جمهورية أوسيتيا الشمالية ليصب في بحر قزوين عبر كل من جمهوريات الشيشان وأنغوشيا وداغستان.
المدينة ذات تاريخ أصيل يضرب في التاريخ، وكانت تمر بها سكة حديد تصل جورجيا وباقي جمهوريات الاتحاد السوفييتي الجنيوبية بالشمالية منها، ولا زالت تعتبر البوابة الفاصلة بين جورجيا وروسيا.
حصلت في الجمهورية حرب طاحنة بعد انهيار الاتحاد السوفييتي مع جمهورية أنغوشيا التي وصل جزء من قواته إلى ضواحي المدينة، حيث كان الأنغوش يدعون بأن أوسيتيا أرضهم، إلا أن الأوسيتيين أدركوا أن سقوط العاصمة يعني نهايتهم وتشتتهم في أنحاء روسيا بعيداً عن أرضهم، وبالفعل انتصروا في تلك الحرب وحافظوا على سيادتهم. إلا أن الحرب خلّفت آثار قائمة إلى يومنا هذا، حيث يقوم إسلاميون متشددون من أنغوشيا بالهجومات الإرهابية بصورة شبه سنوية على مدن أوسيتيا بشكل عام وفلاديكفكاز بشكل خاص، فأحد التفجيرات الإرهابية وقع في مركز المدينة في أحد الأسواق الشعبية موديا بحياة ما لا يقل عن 25 شخصا، وجرح المئات في يوم عيد الفطر لدى الجالية الإسلامية في روسيا وذلك بتاريخ 9/9/2010 http://www.youtube.com/watch?v=uNaORtT0jlg، علماً بأن حوالي 20% من الشعب الأوسيتي مسلمون.
مدينة فلاديقوقاز – عاصمة جمهورية أوسيتيا الشمالية – الآنيا، وهي أهم مركز صناعي وثقافي وتجاري في منطقة القوقاز.
تأسست المدينة عام 1784 في عهد إمبراطورة روسيا المعظمة يكاتيرينا الثانية التي أطلقت عليها اسم قلعة فلاديقوقاز (مالكة القوقاز) كمخفر روسي أمامي بالقرب من بلدة دزاوجيكاو الأوسيتية على الضفة اليمنى لنهر تيريك. لقد ارتبط بناء القلعة بنمو العلاقات الروسية – الأوسيتية بعد الانضمام الطوعي لأوسيتيا إلى الإمبراطورية الروسية عام 1774.
في أواسط القرن 19 بعد إنشاء الطريق المؤدية من روسيا إلى جورجيا عبر الأراضي الاوسيتية والتي تقطع سلسلة جبال القوقاز ازدادت الأهمية الإستراتيجية للقلعة وكذلك أهميتها التجارية والاقتصادية بالنسبة لروسيا سواء في ذلك الحين أم في الوقت الحاضر. وفي عام 1860 أصبحت القلعة تسمى مدينة فلاديقوقاز والتي منذ تأسيسها كانت مدينة القوميات والأديان وهذا ما تشهد عليه المباني التاريخية مثل الكنائس والكاتدرائيات الروسية والأوسيتية والأرمنية واليونانية والألمانية والكنائس الكاثوليكية والبيعة اليهودية (معبد) والمساجد السنية والشيعية والتي تعتبر من الآثار المعمارية والتاريخية للمدينة. ويتكلم أهل المدينة بلغة أكثر من 100 قومية تعيش فيها.
في بداية القرن 20 شيدت في مركز المدينة بوتائر سريعة مباني حديثة على طراز «موديرن» مما أعطاها جمالا خلابا متناسقا مع خلفية جبال القوقاز.
لقد تغنى بجمال المدينة والطبيعة المحيطة بها شعراء وكتاب عظام مثل بوشكين وغريبويدوف وليرمنتوف وتولستوي وغيرهم وأنجبت المدينة أناسا مشهورين مثل فاغتانغوف (مخرج وممثل مسرحي) وخيتاغوروف (شاعر أوسيتيا الكبير) وقائد الأوركسترا الشهير فاليري غيرغييف وغيرهم من مشاهير العلماء والكتاب والضباط.
وخلال الحرب الوطنية العظمى أعوام 1941 – 1945 وفي المعارك التي جرت في هذه المنطقة تم إيقاف جحافل الدبابات الفاشية ومنعها من التقدم بهدف الاستيلاء على منطقة ما وراء القوقاز وبحر قزوين والوصول والسيطرة على حقول النفط في الشرق الأوسط حيث هزمت القوات الفاشية المهاجمة وتكبدت خسائر فادحة في الأرواح والمعدات، ومنحت المدينة عام 2007 لقب «مدينة المجد الحربي». وكانت قبل ذلك في عام 1990 قد منحت صفة «مدينة تاريخية».
يعمل في المدينة أكثر من 100 مؤسسة صناعية بعضها ذات صفة فيدرالية مثل مصنع «إيليكتروزنك» و«ماغنيت» و«إيليكتروكونتاكتور» وغيرها التي تنتج بضاعة عالية الجودة ومطابقة للمواصفات العالمية. كما توجد في المدينة مؤسسة صناعية لإنتاج أجهزة ومعدات تستخدم في استخراج وصناعة الغاز. ويوجد في المدينة أحد أضخم معاهد البحوث العلمية التابع لأكاديمية العلوم الروسية والمختص بدراسة البوليميرات المستخدمة في الصناعات الإلكترونية والطبية.
وضمن إطار تطور المدينة المعتمد يستمر بناء المدارس ورياض الأطفال والمستشفيات الحديثة المجهّزة بأحدث الأجهزة والمعدات الطبية إضافة إلى المباني السكنية الحديثة.
وتبقى مدينة فلاديقفقاز مدينة العلماء والطلاب ففي المدينة 4 جامعات حكومية: جامعة أوسيتيا الشمالية وجامعة شمال القوقاز التكنولوجية والأكاديمية الأوسيتية الطبية والجامعة الزراعية، إضافة إلى عدد غير قليل من الجامعات والمعاهد الاختصاصية ومعاهد الأبحاث العلمية والثانويات الصناعية والكليات العسكرية وغيرها من دور العلم والمعرفة.
وتوجد في المدينة أقدم مكتبة عامة في منطقة شمال القوقاز التي تقدم خدماتها منذ عام 1895 وتحتوي على كتب ومجلدات قديمة ونادرة.
إن تاريخ مدينة فلاديقوقاز هو تاريخ الآثار والتماثيل والألواح التذكارية والفن المعماري والثقافة والفن أنه تاريخ سكانها الذين يحافظون على التقاليد والأعراف التي كانت متبعة في المدينة.
ومتاحف المدينة مليئة بالآثار الثقافية وأنواع الأسلحة القديمة ومنها أسلحة المقاتلين الآسقوثيين وغيرها من المعروضات التي تعكس تاريخ المدينة وأهلها. كما توجد في المدينة مجموعة من المتاحف لعرض اللوحات الفنية والمنحوتات القديمة والحديثة.
وكذلك عدد من المسارح وقاعات للحفلات ودور العرض، منها مسرح الدراما الروسي (عام 1869) ومسرح الدراما الأوسيتي ومسرح الشباب «إمران» ومسرح الدمى «سابي» وغيرها.
ومن السمات المميزة لهذه المدينة القوقازية هي الفطائر الأوسيتية الشهيرة والتي تحضر في كل بيت ومطعم دون استثناء، وتعد هذه الفطائر من العجين المخمر وتحشى بالجبن أو لحم البقر أو البطاطس أو أوراق الشمندر. ويجب ألّا يقل عددها المقدم للضيف عن 3 فطائر. ويعتبر هذا العدد رمزيا حيث يعبر الأوسيتيون عبر هذه الثلاثية عن خضوعهم للرب الخالق وحبهم للقديس جاورجيوس حامي الشعب الأوسيتي وتبجيلهم لمن جمع الضيوف حول مائدة الطعام.
وتمتاز المدينة بمناخ هادئ ولطيف وصحي وبمياهها المعدنية العلاجية ومياه الشرب العذبة مما جعل الناس يقدمون إليها للعلاج في مصحاتها المختلفة ودور الراحة الواقعة في الضواحي الجنوبية للمدينة.

## التاريخ
تأسست المدينة عام 1784 في عهد إمبراطورة روسيا يكاترينا الثانية التي أطلقت عليها اسم قلعة فلاديقوقاز (مالكة القوقاز) كمخفر روسي أمامي بالقرب من بلدة دزاوجيكاو الأوسيتية على الضفة اليمنى لنهر ترك. لقد ارتبط بناء القلعة بنمو العلاقات الروسية – الأوسيتية بعد الانضمام الطوعي لأوسيتيا إلى الإمبراطورية الروسية عام 1774.
في أواسط القرن 19 بعد إنشاء الطريق المؤدية من روسيا إلى جورجيا عبر الأراضي الأوسيتية والتي تقطع سلسلة جبال القوقاز ازدادت الأهمية الإستراتيجية للقلعة وكذلك أهميتها التجارية والاقتصادية بالنسبة لروسيا سواء في ذلك الحين أم في الوقت الحاضر. وفي عام 1860 أصبحت القلعة تسمى مدينة فلاديقوقاز والتي منذ تأسيسها كانت مدينة القوميات والأديان وهذا ما تشهد عليه المباني التاريخية مثل الكنائس والكاتدرائيات الروسية والأوسيتية والأرمنية واليونانية والألمانية والكنائس الكاثوليكية والكنيس اليهودي والمساجد السنية والشيعية والتي تعتبر من الآثار المعمارية والتاريخية للمدينة. ويتكلم أهل المدينة بلغة أكثر من 100 قومية تعيش فيها.
في بداية القرن 20 شيُدت في مركز المدينة بوتائر سريعة مباني حديثة على طراز معاصر مما أعطاها جمالا خلابا متناسقا مع خلفية جبال القوقاز.
لقد تغنى بجمال المدينة والطبيعة المحيطة بها شعراء وكتاب عظام مثل پوشكين وگريبويدوڤ وليرمنتوڤ وتولستوي وغيرهم وأنجبت المدينة أناساً مشهورين مثل فاگتانگوڤ (مخرج وممثل مسرحي) وخيتاگوروڤ (شاعر أوسيتيا الكبير) وقائد الأوركسترا الشهير ڤالري گرگييڤ وغيرهم من مشاهير العلماء والكتاب والضباط.
وخلال الحرب الوطنية العظمى بأعوام 1941 – 1945 وفي المعارك التي جرت في هذه المنطقة تم إيقاف جحافل الدبابات الفاشية ومنعها من التقدم بهدف الاستيلاء على منطقة ما وراء القوقاز وبحر قزوين والوصول والسيطرة على حقول النفط في الشرق الأوسط حيث هزمت القوات الفاشية المهاجمة وتكبدت خسائر فادحة في الأرواح والمعدات، ومُنحت المدينة عام 2007 لقب «مدينة المجد الحربي». وكانت قبل ذلك في عام 1990 قد منحت صفة «مدينة تاريخية».
يعمل في المدينة أكثر من 100 مؤسسة صناعية بعضها ذات صفة فيدرالية مثل مصنع «إلكتروزنك» و«ماگنـِت» و«إلكتروكونتاكتور» وغيرها التي تنتج بضاعة عالية الجودة ومطابقة للمواصفات العالمية. كما توجد في المدينة مؤسسة صناعية لإنتاج أجهزة ومعدات تستخدم في استخراج وصناعة الغاز. ويوجد في المدينة أحد أضخم معاهد البحوث العلمية التابع لأكاديمية العلوم الروسية والمختص بدراسة البوليميرات المستخدمة في الصناعات الإلكترونية والطبية.
وضمن إطار تطور المدينة المعتمد يستمر بناء المدارس ورياض الأطفال والمستشفيات الحديثة المجهزة بأحدث الأجهزة والمعدات الطبية إضافة إلى المباني السكنية الحديثة.

## التعليم
وتبقى مدينة فلاديقفقاز مدينة العلماء والطلاب ففي المدينة 4 جامعات حكومية: جامعة أوسيتيا الشمالية وجامعة شمال القوقاز التكنولوجية والأكاديمية الأوسيتية الطبية والجامعة الزراعية، إضافة إلى عدد غير قليل من الجامعات والمعاهد الاختصاصية ومعاهد الأبحاث العلمية والثانويات الصناعية والكليات العسكرية وغيرها من دور العلم والمعرفة.